# شون سميث (لاعب كرة قدم بريطاني)
شون سميث (بالإنجليزية: Shaun Smith)‏ (9 أبريل 1971 في المملكة المتحدة - ) هو لاعب كرة قدم بريطاني في مركز الدفاع. لعب مع ستوكبورت كونتي ونادي روتشديل ونادي كارلايل يونايتد ونادي كرو ألكساندرا ونادي يورك سيتي وهال سيتي ونادي هاليفاكس تاون وWakefield F.C. ‏.

## وصلات خارجية
- شون سميث على موقع قاعدة بيانات كرة القدم.إي يو (الإنجليزية)
- شون سميث على موقع Soccerbase.com (لاعب) (الإنجليزية)